# طواف كوريا
طواف كوريا (بالإنجليزية: Tour de Korea)‏ هو سباق دراجات هوائية،  بدأ في 2001 في كوريا الجنوبية.

## تاريخ

### قائمة الفائزين
| السنة | الفائز            | الثاني              | الثالث                  |
| ----- | ----------------- | ------------------- | ----------------------- |
| 2000  | Mikhail Teteriouk‏ | Valery Titov‏        | Chun Dae-hong‏           |
| 2001  | Chun Dae-hong‏     | Tomoya Kano ‏        | Akira Kakinuma ‏         |
| 2002  | Tang Xuezhong ‏    | Sergey Tretyakov ‏   | Abbas Saeidi Tanha ‏     |
| 2003  | جلان تشادويك      | مايكل كارتر         | إيغون أدلر              |
| 2004  | Cory Lange ‏       | Shinri Suzuki ‏      | Karl Menzies ‏           |
| 2005  | ديفيد ماكان       | ستيوارت شو          | Eddy Hollands ‏          |
| 2006  | توبياس إيرلر      | Oh Se-yong‏          | Ruslan Karimov ‏         |
| 2007  | بارك سونغ بايك    | Shinichi Fukushima ‏ | هاينس بلانك ‏            |
| 2008  | سيرغي لاجوتين     | إريك هوفمان         | Christoph Meschenmoser ‏ |
| 2009  | Roger Beuchat ‏    | جاي كروفورد         | Tim Roe ‏                |
| 2010  | مايك فريدمان      | جيسي أنتوني         | Taiji Nishitani ‏        |
| 2011  | تشوي جي هو        | Markus Eibegger ‏    | William Dugan‏           |
| 2012  | بارك سونغ بايك    | Alex Candelario ‏    | ماكسيميليانو ريتشيزي    |
| 2013  | Michael Cuming ‏   | Cheung King Lok ‏    | Constantino Zaballa ‏    |
| 2014  | هيو كارثي         | Choe Hyeong-min ‏    | جاك هايغ                |
| 2015  | كاليب إيوان       | باتريك بيفن         | أدم بليث                |
| 2016  | قريقا بولي        | خافيير ميخياس       | Gong Hyo-suk ‏           |
| 2017  | Min Kyeong-ho ‏    | ادوين أفيلا         | يفغيني جيديتش           |
| 2018  | سيرجي تفيتكوف     | Stepan Astafyev ‏    | Matteo Busato ‏          |
| 2019  | Filippo Zaccanti ‏ | بنجامين بيري        | ريمون كريدر             |

## وصلات خارجية
- الموقع الرسمي
- لمحة عن سباق طواف كوريا على موقع  ProCyclingStats   (برو  سايكلنج  ستاتس) - إحصاءات  محترفي  الدراجات.

- طواف كوريا على موقع إحصائيات الدراجات الإحترافية (الإنجليزية)